# 鈴木引擎列表
本條目羅列出日本鈴木公司開發製造的汽車用往復式引擎。值得特別注意的是，該公司是日本汽車界中最後一家持續製造二行程引擎汽車的車廠。此外，由於未曾投入開發柴油引擎，該公司曾仰賴馬自達、飛雅特等公司供應。

## 直列二缸
- 鈴木SF族引擎：1955年時排氣量為359.66c.c.、缸徑58.9mm、行程66.0mm、壓縮比6.7：1，採氣冷式二衝程設計，最大馬力16ps / 4,200rpm、最大扭力3.2kg·m / 2,800rpm。1956年4月起擴大缸徑至59.0mm，使得最大馬力變成18ps / 4,000rpm、最大扭力3.2kg·m / 3,200rpm。1959年7月Suzulight TL上市時，最大馬力增至21ps / 5,500rpm。
  - SF型：1955年-1959年：第一代鈴木Suzulight
  - TL型：1959年-1963年：第二代鈴木Suzulight TL
  - TLA型：1962年-1963年：第一代鈴木Suzulight Fronte TLA
- 鈴木FB族引擎
- 鈴木FC型引擎（試作原型）：排氣量360c.c.、缸徑64.0mm、行程56.0mm，最大馬力25hp / 6,000rpm。1961年開發此具引擎，用以搭載鈴木Fronte LC10的後置引擎原型車，並未正式量產。
- 1977年6月為因應廢氣排放標準新制，第四代鈴木Fronte的部份車型搭載大發工業供應的547c.c.直列二缸SOHC四衝程AB10型（日语：ダイハツ・AB型エンジン）引擎。
- 鈴木E族引擎：該公司首具自行開發之柴油引擎。

## 直列三缸
- 鈴木LC10族引擎
- 鈴木LJ50/T5型引擎
- 鈴木F族引擎
- 鈴木C族引擎：
  - C10型：排氣量785c.c.、缸徑70.0mm、衝程68.0mm，最大馬力41ps / 4,000rpm，最大扭力8.1kg·m / 3,500rpm。此具引擎仿自德國汽車聯盟（Auto Union AG）的DKW Junior（英语：DKW Junior）引擎[1]，後者的構造同樣為直列三缸二衝程，衝程同樣是68.0mm，缸徑多了0.5mm，但最大馬力僅有34ps / 4,300rpm。車型：
    - 1965年-1969年：鈴木Fronte 800

  - C20型：本來原廠計畫推出「鈴木Fronte 1100」而開發最大馬力80ps的C20型，礙於公司規模太小而中止。

### 鈴木Z族引擎
2023年至今 – 1.2 L

#### Z12E
作為K12引擎的後繼產品而開發，於2023年11月首次推出。其可提供與ISG裝置相結合的輕度混合動力配置。
- 排氣量：1,197 cc（1.2 L）
- 孔徑和行程：74 mm x 92.8 mm
- 汽門機構：DOHC、12汽門、雙VVT
- 壓縮比：13.0–13.9
- 最大功率：82—83 PS（60—61 kW；81—82 hp）於5700 rpm
- 最大扭力：108—112N⋅m（11—11.4 kg⋅m; 80—83 lb⋅ft）於4500 rpm

應用車型:
- - 2023年至今：鈴木Swift
  - 2024年至今：鈴木Dzire（英语：Suzuki Dzire）

## 直列四缸
該公司自1977年起開始投入直列四缸引擎的生產，值得特別注意的是，一般汽車廠先是發展OHV頂桿式汽門機構、再發展OHC頂置凸輪軸式汽門機構，但是該公司直接發展OHC式汽門機構。
- 鈴木F族引擎
- 鈴木G族引擎
- 鈴木J族引擎
- 鈴木K族引擎
- 鈴木M族引擎

## V型六缸
V型六缸的鈴木H族引擎乃該公司自製引擎中排氣量最大者，另外鈴木N族引擎則是經過通用汽車授權製造，地點位於鈴木相良工廠，通用汽車的名稱是通用High Feature族引擎。
- 鈴木H族引擎
- 鈴木N族引擎

## OEM供給引擎

### 直列四缸
- 通用韓國公司（英语：GM Korea）L34型E-TEC II：實際上為澳洲霍頓汽車開發，車型：
  - 2004年-2008年：鈴木Forenza（美國）
  - 2004年-2008年：鈴木Reno（美國）

上述二個車款的兄弟車為雪佛蘭Optra、大宇Lacetti等。
- 日産QR25DE型：2008年-2013年：鈴木Equator（由日產OEM代工，原型車為日產Frontier（日语：日産・フロンティア））

### 直列六缸
鈴木本身並未開發直列六缸引擎，完全由其他車廠OEM供應。
- 通用韓國公司XK6型：2002年-2006年：鈴木Verona（由大宇OEM代工，兄弟車為大宇Magnus、雪佛蘭Epica等）

### V型六缸
- 日産VQ40DE型：2008年-2013年：鈴木Equator

### 柴油引擎
- RF型：2.0L直列四缸SOHC 16汽門，使用於第二代鈴木Escudo，附渦輪增壓器。
- 飛雅特克萊斯勒JTD族引擎（英语：JTD engine）：此族柴油引擎乃是2010年以降飛雅特汽車集團與鈴木策略聯盟[2]後，由飛雅特供應的MutilJet柴油引擎（鈴木稱之為「DDiS」），排氣量1.3L至2.0L不等，特別是印度馬魯蒂鈴木公司獲得授權自製1.3L的D13A型引擎。

## 內部連結
- 鈴木車系列表

## 外部連結
- （日語）日本官方網站 （页面存档备份，存于）